# Јапанска лака крстарица Сендај
Крстарица Сендај је била први брод истоимене серије јапанских лаких крстарица. Брод је добио име по реци Сендај која се налази на југу острва Кјушу.

## Позадина
Сендај је први од три брода лаких крстарица класе Сендај. Као и остали бродове ове класе, она је требало да служи као заставни брод флотиле разарача.

## Служба

### Рани период
Лака крстарица Сендај је грађена у Мицубишијевом бродоградилишту у Нагасакију и завршена је 29. априла 1942. године. Одмах по комплетирању, придружена је јапанској патроли на реци Јангцекјанг у Кини. Она је одиграла значајну улогу током битке за Шангај у почетној фази Другог кинеско-јапанског рата, а касније покрива искрцавања јапанских трупа у јужној Кини.

### Инвазија Југоисточне Азије
Дана, 20. новембра 1941. године, Сендај постаје заставни брод 3. флотиле разарача под командом контраадмирала Хашимоте.
У време напада на Перл Харбор, Сендај је укључена у заштиту транспорта 25. јапанске армије генерала Јамашите према Малајском полуострву. У 23:45 сати, 7. децембра 1941. године, Сендај и њен ескадрон разарача (Ајанами, Исонами, Шикинами и Уранами) почињу да бомбардују место Кота Бару, Малаја. Јапанска инвазиона флота је нападнута од седам британских бомбардера Локид Хадсон, који потапају један транспортни брод а оштећују још два.
Дана, 9. децембра 1941. године, јапанска подморница И-65 јавља да је опазила британске снаге „З“ (бојни брод Принс оф Велс, бојни крсташ Рипалс и неколико разарача). Извештај је био примљен на крстарици Сендај, и преноси поруку вицеадмиралу Озави, који се налазио на палуби заставног брода Чокаи. Међутим, пријем је био лош и прошло је неколико минута док се порука дешифровала. Поврх тога, извештај подморнице И-65 је био нетачан у погледу курса пловидбе снага „З“. Следећег дана, британске снаге „З“ су уништене од јапанских торпедних и обрушавајућих бомбардера из 22. ваздушне флотиле, стациониране у Индокини.
Дана, 19. децембра у Јужно Кинеском мору, холандска подморница О-20 опажа крстарицу Сендај, која заједно са разарачима прати други конвој од 39 транспортних бродова ка Малајском полуострву. У 11:15 сати, хидроавион Каваниши Е7К2, који је узлетео са крстарице Сендај, открива и бомбардује подморницу О-20, коју су такође напали разарачи Ајанами и Југири дубинским бомбама. Те ноћи подморница О-20 израња на површину ради попуне батерија, али пламен из њених мотора је одао њену позицију, и потапаје разарач Уранами.
Сендај ескортује три велика трупна конвоја у правцу Малаје крајем децембра 1941. и почетком јануара 1942. године. На четвртом ескортовањеу, 10. јануара 1942. године, америчка подморница Сидрагон открива конвој и испаљује два торпеда на последњи транспортни брод, али оба промашују. На петом ескортовању, 26. јануара, крстарица Сендај и њен конвој су били нападнути од разарача Тхејнт и Вемпајр на око 80 наутичких миља северно од Сингапура. Торпеда са савезничких бродова су промашила, а Ширајуки и Сендај одговарају ватром из својих топова на паљбу савезничких топова од 102 mm. Тхејнт је потопљен, докле је Вемпајр неоштећен побегао према Сингапуру.
Фебруара и марта, крстарица Сендај је била ангажована у заштити искрцавања на острво Суматра, и на чишћењу морских залива и Малајског пролаза од британских и холандских бродова који су бежали из Сингапура. Крајем марта, Сендај покрива искрцавање једног батаљона 18. пешадијске дивизије код Порт Блера на Андаманским острвима, а крајем априла се враћа у Сасебо ради ремонта.

### Мидвејска битка
Дана, 29. маја 1942. године, крстарица Сендај одлази са главним делом Комбиноване флоте ка Мидвеју. Главни део Комбиноване флоте се налазио 600 наутичких миља иза групе носача авиона вицеадмирала Нагуме, и стога се није сукобио са америчким снагама. Сендај се враћа у базу Куре 14. јуна без учешћа у поморској борби.

### Соломонова острва
Трећа флотила разарача је 15. јула 1942. године додељена југозападним снагама ради операције у Бурми и продора и Индијски океан, и стиже у Мергуи 31. јула 1942. Међутим, наком америчког искрцавања на Гвадалканал, планиране операције на Индијском океану су отказане и Сендај је послата према Макасару, Давау и Труку, да ескортује конвоје ка Рабаулу на Новој Британији, Шортенду и Бугенвилу. Сендај 8. септембра топовима гранатира Тулаги, а 12. септембра заједно са разарачима Шикинами, Фубуки и Сузуказе гранатира аеродром „Хендерсеново Поље“ на Гвадалканалу. Крстарица Сендај остаје активна у операцијама око Гвадалканала током целог новембра 1942. године, учествујући у обе поморске битке за Гвадалканал: у првој служи као посредна заштита, а у другој је гађана топовима 406 mm са америчког бојног брода Вашингтон, али се повлачи неоштећена.
Сендај је 25. фебруара 1943. године додељена осмој флоти У Рабаул, под командом вицеадмирала Микаве и остаје да патролира у близини Рабаула током априла. Вративши се маја месеца у Сасебо, Сендај је ремонтована и модернизована. Њена пета кула са топом 140 mm је склоњена и на то место су постављена два троцевна против-авионска топа 25 mm, а инсталиран је и радар Тип 21. Ремонт је завршен 25. јуна 1943. године, и Сендај се враћа на Трук 5. јула. Контраадмирал Мацуђи Иђуин је 7. јула постављен за команданта 3. флотиле разарача. Током следећа три месеца Сендај оперише из Рабаула, покривајући конвоје са појачањем за Буин и Шортленд.
Дана, 18. јула 1943. године, код Коломбангара група у којој се налазила крстарица Сендај, је била нападнута од торпедних бомбардера Граман TBM авенџер, базираних на острво Гвадалканал, а два дана касније од бомбардера Норт Америкен Б-25 Мичел, али није била оштећена; она је такође избегла оштећења и приликом напада бомбардера Консолидејтид Б-24 Либератор, 1. новембра 1943. године.
Следећег дана, 2. новембра 1943. године, у бици у заливу Царице Аугусте, јапанска флота која је покушала да достави појачање на Бугенвил, је била нападнута од америчке оперативне ескадре ТФ 38, коју су чиниле крстарице Кливленд, Колумбија, Монтпеље, Денвер и разарачи Стенли, Чарлс Озбурн, Клекстон, Дисон, Конверс, Фут, Спенс и Тхетчер. Јапанске снаге су чиниле тешке крстарице Мјоко и Хагуро, лаке крстарице Сендај и Агано, разарачи Шигуре, Самидаре, Ширацују, Наганами, Вакацуки, Хацуказе, Амагири, Јунаги, и Узуки.
Разарач Шигуре открива америчке разараче на даљини од 6.900 метара, обрће се и преко десног бока лансира осам торпеда. Сендај се такође обрће, али пре него што су окренуте торпедне цеви преко десног бока, једва је избегла судар са разарачем Шигуре. Све четири америчке лаке крстарице гађају Сендај из својих топова од 6 инча (152 mm), навођене својим радарима. Већ прве салве пројектила погађају крстарицу Сендај, и на њој се јавља ватра која олакшава Американцима гађање. Сендај тоне следећег јутра. Капетан Шоџи и 184 члана посаде је отишло на дно са својим бродом, док су разарачи спасили 236 човека.
Током 3. новембра, адмирала Иђуина и 75 преживелих члана са крстарице Сендај спашава јапанска подморница РО-104.
Сендај је обрисана из списка морнарице 5. јануара 1944. године.

## Листа капетана
- Капетан Кизо Исуми - 29. април 1924 — 1. децембар 1924.
- Капетан Кијохиро Иђичи - 1. децембар 1924 — 2. јул 1925.
- Капетан Шикаи Накахара - 2. јул 1925 — 1. новембар 1926.
- Капетан Тацуо Сагара - 1. новембар 1926 — 21. децембар 1927.
- Капетан Ђиро Бан - 21. децембар 1927 — 15. март 1928.
- Капетан Касуми Масаки - 15. март 1928 — 10. децембар 1928.
- Капетан Сензо Вада - 10. децембар 1928 — 1. мај 1929.
- Капетан Нобору Осаму - 1. мај 1929 — 30. новембар 1929.
- Капетан Таичи Мики - 30. новембар 1929 — 1. децембар 1930.
- Капетан Канеђи Кишимото - 1. децембар 1930 — 14. септембар 1931.
- Капетан Терумичи Гото - 14. септембар 1931 — 1. децембар 1932.
- Капетан Такео Такасаки - 1. децембар 1932 — 15. новембар 1933.
- Капетан Козо Сузукида - 15. новембар 1933 — 4. јул 1934.
- Капетан Цунемицу Јошида - 4. јул 1934 — 1. новембар 1934.
- Капетан Казуи Накамура - 1. новембар 1934 — 15. новембар 1935.
- Капетан Торахико Накаџима - 15. новембар 1935 — 1. децембар 1936.
- Капетан Масао Јамамото - 1. децембар 1936 — 1. децембар 1937.
- Капетан Сусуми Кимура - 1. децембар 1937 — 15. децембар 1938.
- Капетан Шуњи Изаки - 15. децембар 1938 — 15. новембар 1939.
- Капетан Сођиро Хисамуне - 15. новембар 1939 — 15. јул 1940.
- Капетан Тошио Шимазаки - 15. јул 1940 — 25. април 1942.
- Капетан Нобуе Моришита - 25. април 1942 — 20. мај 1943.
- Капетан Кичиро Шоџи - 20. мај 1943 — 2. новембар 1943.